# Колодливе (заказник)
Колодли́ве — ботанічний заказник місцевого значення в Україні. Розташований у межах Чернігівського району Чернігівської області, на захід від села Шестовиця. 
Площа 109 га. Статус присвоєно згідно з рішенням Чернігівського облвиконкому від 04.12.1978 року № 529; від 27.12.1984 року № 454; від 28.08.1989 року № 164. Перебуває у віданні ДП «Чернігівське лісове господарство» (Чернігівське л-во, кв. 118, 119). 
Статус присвоєно для збереження частини лісового масиву, в деревостані якого: дуб, сосна. У домішку: осика, береза.